# メーアベック
メーアベック (ドイツ語: Meerbeck) は、ドイツ連邦共和国ニーダーザクセン州シャウムブルク郡のザムトゲマインデ・ニーデルンヴェーレンを構成する町村（以下、本項では便宜上「町」と記述する）の一つである。

## 地理

### 自治体の構成
首邑メーアベックの他、フォルクスドルフおよびクックスハーゲンの村落が自治体としてのメーアベック町に属す。

## 歴史
メーアベックはゲーレ川という小川の畔に位置している。この村は1013年3月3日に Meribiki として初めて記録されている。メーアベックには1030年頃には6つの農場があった。この中には領主農場や教会農場があり、1031年に初めて記録されている。民会場の十字架は現在もメーアベックの教会広場にある。

## 行政

### 議会
メーアベックの町議会は13議席からなる。

### 首長
町長はザビーネ・ドルシュケ (SPD) である。

## 文化と見所

### 建築
メーアベックの見所は、聖バルトロメウス教会である。この教会は1031年に礼拝堂として初めて記録されている。

## 引用
1. ↑  Landesamt für Statistik Niedersachsen, LSN-Online Regionaldatenbank, Tabelle A100001G: Fortschreibung des Bevölkerungsstandes, Stand 31. Dezember 2023